# Sadosky Prize
Il Sadosky Prize (Premio Sadosky) per l'analisi matematica è un premio biennale dell'Association for Women in Mathematics a una giovane ricercatrice giudicata eccezionale nel campo. È stato fondato nel 2012 e prende il nome in ricordo di Cora Sadosky (1940-2010), una matematica specializzata in analisi presidente dell'AWM.
Lo scopo del premio è quello di mettere in evidenza l'eccezionale ricerca analitica condotta da una donna all'inizio della sua carriera. Il campo preso in considerazione sarà interpretato in modo ampio per includere tutte le aree affini all'analisi matematica. Le candidate devono essere donne con sede lavorativa presso istituzioni statunitensi e per cui siano passati meno di 10 anni dal conseguimento del dottorato.

## Albo vincitrici
- Svitlana Mayboroda (2014), per la sua ricerca sui "problemi ai limiti per equazioni ellittiche di secondo e ordine superiore in mezzi non lisci"[4].
- Daniela De Silva (2016), per "contributi fondamentali alla teoria della regolarità delle equazioni differenziali alle derivate parziali ellittiche non lineari e delle equazioni integro-differenziali non locali"[5].
- Lillian Pierce (2018), per la ricerca che "abbraccia e collega un ampio spettro di problemi che vanno dalle somme di caratteri nella teoria dei numeri agli operatori integrali singolari negli spazi euclidei"[6].
- Mihaela Ignatova (2020), "in riconoscimento del suo contributo all'analisi delle equazioni alle derivate parziali, in particolare nella meccanica dei fluidi"[7].
- Yaiza Canzani (2022), "in riconoscimento degli eccezionali contributi nella geometria spettrale e nell'analisi microlocale"[8].
- Robin Neumayer (2024), per "eccezionale contributi al calcolo di variazioni, differenziale parziale, equazioni e geometria analitica"[9].